# فرودگاه بین‌المللی لاواگ
فرودگاه بین‌المللی لاواگ (به انگلیسی: Laoag International Airport) (به زبان بومی: Paliparang Pandaigdig ng Laoag) یک فرودگاه همگانی مسافربری با کد یاتا LAO است که یک باند فرود بتن دارد و طول باند آن ۲۴۲۰ متر است. این فرودگاه در کشور فیلیپین قرار دارد و در ارتفاع ۵ متری از سطح دریا واقع شده‌است.

## شرکت‌های هواپیمایی و مقصدهای پروازی
| شرکت‌های هواپیمایی                      | مقصدهای پروازی |
| -------------------------------------- | -------------- |
| هواپیمایی شرقی چین                     | بایون گوآنگجو  |
| فیلیپین ایرلاینز اجرا توسط PAL Express | نینوی آکوئینو  |